# ماليه
ماليه (މާލެ بالديفهية) هي عاصمة جمهورية جزر المالديف وأكبر مدينة فيها. ويبلغ عدد سكانها 133,412  وتبلغ مساحتها 5.8 كيلومتر مربع (2.2 ميل مربع)، وهي بهذا أيضا إحدى أكثر المدن كثافة سكانية في العالم. وتقع المدينة جغرافيا في الطرف الجنوبي من شمال مالي أتول (كافو أتول). وتتكون المدينة إداريا من جزيرة مركزية، وهي جزيرة المطار، وجزيرتين أخريين يحكمها مجلس مدينة ماليه.
كانت ماليه تقليديا جزيرة الملك، حيث حكمت السلالات الحاكمة القديمة ويقع بها القصر. كانت تسمى المدينة آنذاك محل. وكانت سابقا مدينة مسورة وتحيط بها التحصينات والبوابات (دوروشي). أما القصر الملكي (غاندوفارو) فقد دمرت بجانب الحصون الرائعة (كوتي) والحاميات (بوروزو) عندما أعيد تشكيل المدينة تحت حكم الرئيس إبراهيم ناصر في أعقاب إلغاء النظام الملكي عام 1968. ومع ذلك، فإن مسجد الجمعة ماليه قد بقي. تم توسيع الجزيرة في السنوات الأخيرة من خلال عمليات ملء الأرض. على مر السنين، كانت مالي مركزا للاحتجاجات السياسية والأحداث البارزة.

## نظرة عامة
على الرغم من أن ماليه تقع جغرافيًا في منطقة كافو أتول ، إلا أنها لا تعتبر جزءًا منها إداريًا. يتكون الجزء المركزي من المدينة من جزيرة ماليه. تشكل خمس جزر أخرى جزءًا من المدينة والتي تشمل هولهوليه وهولهومالي وفيليماله وجولهيفالهو وتيلافوشي. يقع المرفأ التجاري في الجزيرة المركزية ويعمل بمثابة قلب جميع الأنشطة التجارية في البلاد. يقع مطار فيلانا الدولي في جزيرة هولولي.
تتميز الجزيرة الوسطى بأنها حضرية بشكل كبير ، حيث تشغل المنطقة المبنية بشكل أساسي كامل مساحة اليابسة. يعيش أقل من ثلث سكان البلاد بقليل في العاصمة ، وازداد عدد السكان من 20000 شخص في عام 1987 إلى 100000 شخص في عام 2006. العديد من المالديفيين والعمال الأجانب الذين يعيشون في أجزاء أخرى من البلاد يجدون أنفسهم في بعض الأحيان في إقامة قصيرة الأجل في الجزيرة لأنها مركز الإدارة والبيروقراطية. يعيش معظم سكان ماليه في منازل صغيرة ، غالبًا ما تكون مشتركة مع أسرة خارجية أو رفقاء في السكن. أدى ذلك إلى تطوير هولهوماليه والمرحلة الثانية.

## المناخ
جزيرة ماليه لديها مناخ استوائي موسمي تحت تصنيف مناخ كوبن. تتميز المدينة بمزيج من المواسم ذات الرطوبة والجافة، حيث يستمر موسم الأمطار من شهر أبريل حتى يناير ويغطي الموسم الجاف شهري فبراير ومارس. على عكس عدد من المدن ذات المناخ امشابه. تشهد ماليه درجات حرارة متسقة نسبيًا على مدار العام ، بمتوسط مرتفع يبلغ 30 °م أو 86 °ف ومتوسط منخفض يبلغ 26.5 °م أو 79.7 °ف، وهو ما يعادل المتوسط اليومي للعديد من المدن الاستوائية على مدار العام. يبلغ متوسط هطول الأمطار في المدينة ما يزيد قليلاً عن 1,900 مليمتر أو 75 بوصة من الأمطار سنويًا. درجة الحرارة مرتفعة باستمرار على مدار العام ويرجع ذلك جزئيًا إلى أن جزر المالديف لديها أدنى ارتفاع متوسط في أي مكان في العالم.
يظهر الجدول التالي التغييرات المناخية على مدار السنة لماليه:
| البيانات المناخية لـماليه | البيانات المناخية لـماليه | البيانات المناخية لـماليه | البيانات المناخية لـماليه | البيانات المناخية لـماليه | البيانات المناخية لـماليه | البيانات المناخية لـماليه | البيانات المناخية لـماليه | البيانات المناخية لـماليه | البيانات المناخية لـماليه | البيانات المناخية لـماليه | البيانات المناخية لـماليه | البيانات المناخية لـماليه | البيانات المناخية لـماليه |
| الشهر | يناير                     | فبراير                    | مارس                      | أبريل                     | مايو                      | يونيو                     | يوليو                     | أغسطس                     | سبتمبر                    | أكتوبر                    | نوفمبر                    | ديسمبر                    | المعدل السنوي             |
| --- | ------------------------- | ------------------------- | ------------------------- | ------------------------- | ------------------------- | ------------------------- | ------------------------- | ------------------------- | ------------------------- | ------------------------- | ------------------------- | ------------------------- | ------------------------- |
| الدرجة القصوى °م (°ف) | 32.8 (91.0)               | 32.6 (90.7)               | 33.2 (91.8)               | 35.0 (95.0)               | 34.2 (93.6)               | 33.2 (91.8)               | 32.5 (90.5)               | 32.8 (91.0)               | 32.4 (90.3)               | 32.5 (90.5)               | 32.6 (90.7)               | 32.6 (90.7)               | 35.0 (95.0)               |
| متوسط درجة الحرارة الكبرى °م (°ف)                                                                                             | 30.3 (86.5)               | 30.7 (87.3)               | 31.4 (88.5)               | 31.6 (88.9)               | 31.2 (88.2)               | 30.6 (87.1)               | 30.5 (86.9)               | 30.4 (86.7)               | 30.2 (86.4)               | 30.2 (86.4)               | 30.1 (86.2)               | 30.1 (86.2)               | 30.6 (87.1)               |
| المتوسط اليومي °م (°ف) | 28.0 (82.4)               | 28.3 (82.9)               | 28.9 (84.0)               | 29.2 (84.6)               | 28.8 (83.8)               | 28.3 (82.9)               | 28.2 (82.8)               | 28.0 (82.4)               | 27.8 (82.0)               | 27.8 (82.0)               | 27.7 (81.9)               | 27.8 (82.0)               | 28.2 (82.8)               |
| متوسط درجة الحرارة الصغرى °م (°ف)                                                                                             | 25.7 (78.3)               | 25.9 (78.6)               | 26.4 (79.5)               | 26.8 (80.2)               | 26.3 (79.3)               | 26.0 (78.8)               | 25.8 (78.4)               | 25.5 (77.9)               | 25.3 (77.5)               | 25.4 (77.7)               | 25.2 (77.4)               | 25.4 (77.7)               | 25.8 (78.4)               |
| أدنى درجة حرارة °م (°ف) | 20.6 (69.1)               | 22.6 (72.7)               | 22.4 (72.3)               | 21.8 (71.2)               | 20.6 (69.1)               | 22.1 (71.8)               | 22.5 (72.5)               | 21.0 (69.8)               | 20.5 (68.9)               | 22.5 (72.5)               | 19.2 (66.6)               | 22.0 (71.6)               | 19.2 (66.6)               |
| معدل هطول الأمطار مم (إنش) | 114.2 (4.50)              | 38.1 (1.50)               | 73.9 (2.91)               | 122.5 (4.82)              | 218.9 (8.62)              | 167.3 (6.59)              | 149.9 (5.90)              | 175.5 (6.91)              | 199.0 (7.83)              | 194.2 (7.65)              | 231.1 (9.10)              | 216.8 (8.54)              | 1٬901٫4 (74.86)           |
| متوسط الأيام الممطرة | 6                         | 3                         | 5                         | 9                         | 15                        | 13                        | 12                        | 13                        | 15                        | 15                        | 13                        | 12                        | 131                       |
| متوسط الرطوبة النسبية (%) | 78.0                      | 77.0                      | 76.9                      | 78.1                      | 80.8                      | 80.7                      | 79.1                      | 80.5                      | 81.0                      | 81.7                      | 82.2                      | 80.9                      | 79.7                      |
| ساعات سطوع الشمس الشهرية | 248.4                     | 257.8                     | 279.6                     | 246.8                     | 223.2                     | 202.3                     | 226.6                     | 211.5                     | 200.4                     | 234.8                     | 226.1                     | 220.7                     | 2٬778٫2                   |
| المصدر #1: المنظمة العالمية للأرصاد الجوية                                                                                    |                           |                           |                           |                           |                           |                           |                           |                           |                           |                           |                           |                           |                           |
| المصدر #2: الإدارة الوطنية للمحيطات والغلاف الجوي (relative humidity and sun 1961-1990), Meteo Climat (record highs and lows) |                           |                           |                           |                           |                           |                           |                           |                           |                           |                           |                           |                           |                           |

## التوأمة
لماليه اتفاقيات توأمة مع كل من:
- كولمبو
- كاوهسيونغ
- جيبوتي

## أعلام
- محمد وحيد حسن مانيك
- عبد الله يمين
- محمد شمس الدين الثالث
- محمد نشيد
- علي أشفق
- مأمون عبد القيوم
- محمد فريد ديدي